# Atomosia rosalesi
Atomosia rosalesi är en tvåvingeart som beskrevs av Carrera och Machado-allison 1963. Atomosia rosalesi ingår i släktet Atomosia och familjen rovflugor.
Artens utbredningsområde är Venezuela. Inga underarter finns listade i Catalogue of Life.